# Donat Makijonek
Donat Adamovics Makijonok (cirill betűkkel: Донат Адамович Макиёнок, régi orosz írással: Макъенок; lengyelül: Donat Makijonek) (Dambovka, Orosz Birodalom, 1890. május 19. – Auschwitz, Harmadik Birodalom, 1941. június) lengyel származású orosz katona, pilóta és az első világháború egyik kiemelkedő vadászpilótája. A keleti fronton nyolc igazolt légi győzelmet aratott, ezzel az Orosz Birodalom egyik legeredményesebb pilótájaként vonult be a történelembe.

## Élete
Donat Makijonok Dambovkában, az Orosz Birodalom területén született szegény lengyel paraszti családban. Szülei szerény körülményei miatt csak alapfokú oktatásban részesült a helyi Dambovkai Egyházi Iskolában, ahol szorgalmas, de nem kiemelkedő tanulóként ismerték. Bár egy ideig papi hivatásra készült, végül más utat választott. 1906-ban Vityebszkben elvégezte a hatosztályos műszaki iskolát, ahol gyakorlati készségei kibontakoztak. Ezt követően egy oroszországi gyárban helyezkedett el szerelőként, műszaki tehetségét kamatoztatva.
1912-ben, 22 éves korában besorozták az Orosz Birodalom hadseregébe, ahol felesküdött II. Miklós cárra. Kezdetben a 97., majd a 106. gyalogezredben szolgált, de műszaki adottságai hamar feltűntek elöljáróinak. Szerelői képességei miatt a hadsereg légi egységeihez osztották be, ahol repülőgépek karbantartásával foglalkozott. A repülés iránti rajongása azonban nem hagyta nyugodni, és arról álmodozott, hogy maga is pilóta lehessen. Vágya 1914-ben teljesült, amikor a Szevasztopoli Repülőiskolában lehetőséget kapott az alapfokú pilótakiképzésre. Makijonok gyorsan elsajátította a repülés alapjait, és hamarosan megfigyelőként szolgált a korai katonai repülőgépeken, megalapozva későbbi vadászpilótai karrierjét.

### Részvétele az első világháborúban
Az első világháború kitörésekor Makijonok egységét a keleti frontra, Kelet-Poroszországba vezényelték. Első bevetése 1914 augusztusában felderítő küldetés volt, amely során gépe üzemanyagtartályának meghibásodása miatt kényszerleszállást hajtott végre a baráti vonalak közelében. Nem sokkal később, augusztus 14-én újabb felderítő bevetésen vett részt, de egységét heves német légvédelmi tűz fogadta. Makijonok repülőgépe súlyos találatot kapott, ám ügyességének köszönhetően egy sérült géppel is biztonságban tért vissza bázisára. Az orosz hadsereg nehéz helyzetbe került, és légi egységei az orosz határ közelébe vonultak vissza a német előrenyomulás elől.
1916-ban Makijonok vadászpilóta-kiképzést kapott, és modernebb repülőgépekkel, például a Nieuport 11-essel és 21-essel felszerelve folytatta szolgálatát. 1917. március 7-én szerezte meg első igazolt légi győzelmét egy ellenséges repülőgép (EA) ellen, majd április 13-án két Hansa-Brandenburg C.I típusú osztrák–magyar gépet lőtt le egyetlen nap alatt. Április 16-án újabb győzelmet aratott, ezzel négyre növelve sikereinek számát. 1917 nyarán megkapta a fejlettebb Nieuport 17-es repülőgépet, amellyel további három légi győzelmet ért el: június 29-én, július 11-én és augusztus 5-én. Utolsó győzelme egy ellenséges felderítőgép lelövése volt, amely a keleti front légi hadviselésének egyik jelentős mozzanata lett. Makijonok állítólag több mint 600 bevetést teljesített, és számos légi harcban bizonyította bátorságát és képességeit, ezzel az Orosz Birodalom elit pilótái közé emelkedett.

### Győzelmei
| Sorszám | Dátum              | Beosztási hely | Repülőgépe  | Ellenfél              |
| 1       | 1917. március 7.   | 7. hadtest     | Nieuport 21 | EA                    |
| 2       | 1917. április 13.  | 7. hadtest     | Nieuport 21 | Hansa-Brandenburg C.I |
| 3       | 1917. április 13.  | 7. hadtest     | Nieuport 11 | Hansa-Brandenburg C.I |
| 4       | 1917. április 16.  | 7. hadtest     | Nieuport 21 | EA                    |
| 5       | 1917. június 29.   | 7. hadtest     | Nieuport 21 | EA                    |
| 6       | 1917. július 6.    | 7. hadtest     | Nieuport 17 | EA                    |
| 7       | 1917. július 11.   | 7. hadtest     | Nieuport 17 | EA                    |
| 8       | 1917. augusztus 5. | 7. hadtest     | Nieuport 17 | EA                    |

### További élete
Makijonok túlélte az első világháborút, és számos magas rangú kitüntetést kapott, köztük a Szent György-keresztet, a Szent Vlagyimir-rendet, a Szent Szaniszló-rendet és a Szent Anna-rendet, amelyek az Orosz Birodalom legbecsesebb elismerései voltak. A háború után, 1921-ig szolgált a Vörös Hadseregben, ahol repülési oktatóként tevékenykedett, és hozzájárult az új pilóták képzéséhez. Az 1920-as években visszavonult a katonai szolgálattól, és civil szerelőként dolgozott, miközben népszerűsítette a repülést különböző rendezvényeken.
1930-ban megnősült, és 1933-ban megszületett fia, Henryk Makijonok, aki később szintén műszaki pályára lépett. A második világháború kitörésekor, a német megszállás alatt Makijonokot 1941 májusában letartóztatták a Gestapo emberei, feltehetően lengyel származása és korábbi katonai tevékenysége miatt. Az auschwitzi koncentrációs táborba hurcolták, ahol embertelen körülmények között, 1941 júniusában, 51 éves korában elhunyt. Halálának pontos dátuma bizonytalan, de források szerint a táborban bekövetkezett betegsége vagy a fogvatartás során elszenvedett megpróbáltatások okozták.